# Stamvej
En stamvej eller madevej er en vej mellem boligveje i et boligkvarter og sekundærvej. Hastigheden vil som regel ikke overstige 50 km/t. Stamveje er som hovedregel facadeløse, det vil sige uden tilknyttet beboelse med dertil hørende ind- og udkørsel. Sådanne veje kan betjene buslinier.
Betegnelserne stamvej (fra svensk) og madevej stammer fra 1969. I nyere vejprojektering henregnes sådanne veje til vejklassen lokalveje.